# Don McCafferty
Donald William McCafferty (Cleveland, 12 marzo 1921 – Bloomfield Hills, 28 luglio 1974) è stato un giocatore di football americano e allenatore di football americano statunitense nella National Football League (NFL). È stato il primo allenatore al primo anno a vincere il Super Bowl

## Carriera
Dopo avere giocato per una stagione nella NFL con i New York Giants nel 1946, McCafferty fu assunto come assistente allenatore della Kent State University nel 1948. Dopo 11 stagioni accettò un ruolo come assistente allenatore dei Baltimore Colts nel 1959 sotto la direzione del capo-allenatore Weeb Ewbank. Nella prima stagione in quel ruolo vinse il campionato NFL, il secondo consecutivo per i Colts.
Quando Ewbank fu licenziato dopo la stagione 1962, McCafferty rimase con la squadra anche sotto la direzione di Don Shula. La sua personalità tranquilla e alla mano si adattò bene alla squadra. Il quarterback Hall of Famer dei Colts Johnny Unitas disse di McCafferty: "Non grida e urla.  È in grado di osservare il football obiettivamente senza lasciarsi coinvolgere dalle emozioni." La stampa e i giocatori dei Colts lo soprannominarono "Easy Rider."
Quando Shula se ne andò dopo sette stagioni nel 1970 per allenare i Miami Dolphins, McCafferty fu promosso capo-allenatore il 6 aprile, guidando la squadra a un record di 11–2–1 nella stagione regolare e alla seconda apparizione al Super Bowl in tre anni. In un Super Bowl V con diversi errori da entrambe le squadre contro i Dallas Cowboys, i Colts vinsero 16–13 con un field goal all'ultimo secondo del rookie Jim O'Brien.
I Colts raggiunsero nuovamente i playoff nel 1971 ma persero per 21-0 nella finale di conference contro i Dolphins di Shula. La proprietà cambiò dopo il 1972 e dopo una sola vittoria nelle prime cinque partite, il general manager Joe Thomas ordinò che il trentanovenne quarterback Unitas fosse spostato in panchina; quando McCafferty rifiutò, fu licenziato.
Tre mesi dopo, McCafferty firmò un contratto triennale con i Detroit Lions, succedendo a Joe Schmidt, dimessosi due settimane prima. Nella sua unica stagione con la squadra, i Lions terminarono con un record di 6-7-1. Il 28 luglio, mentre stava falciando il prato, McCafferty subì un attacco cardiaco, morendo all'età di 53 anni.

## Palmarès
- Super Bowl : 1

Baltimore Colts: V
- American Football Conference Championship: 1

Baltimore Colts: 1970